# Veit Heinichen
Veit Heinichen (Villingen-Schwenningen, 26 marzo 1957) è uno scrittore tedesco.

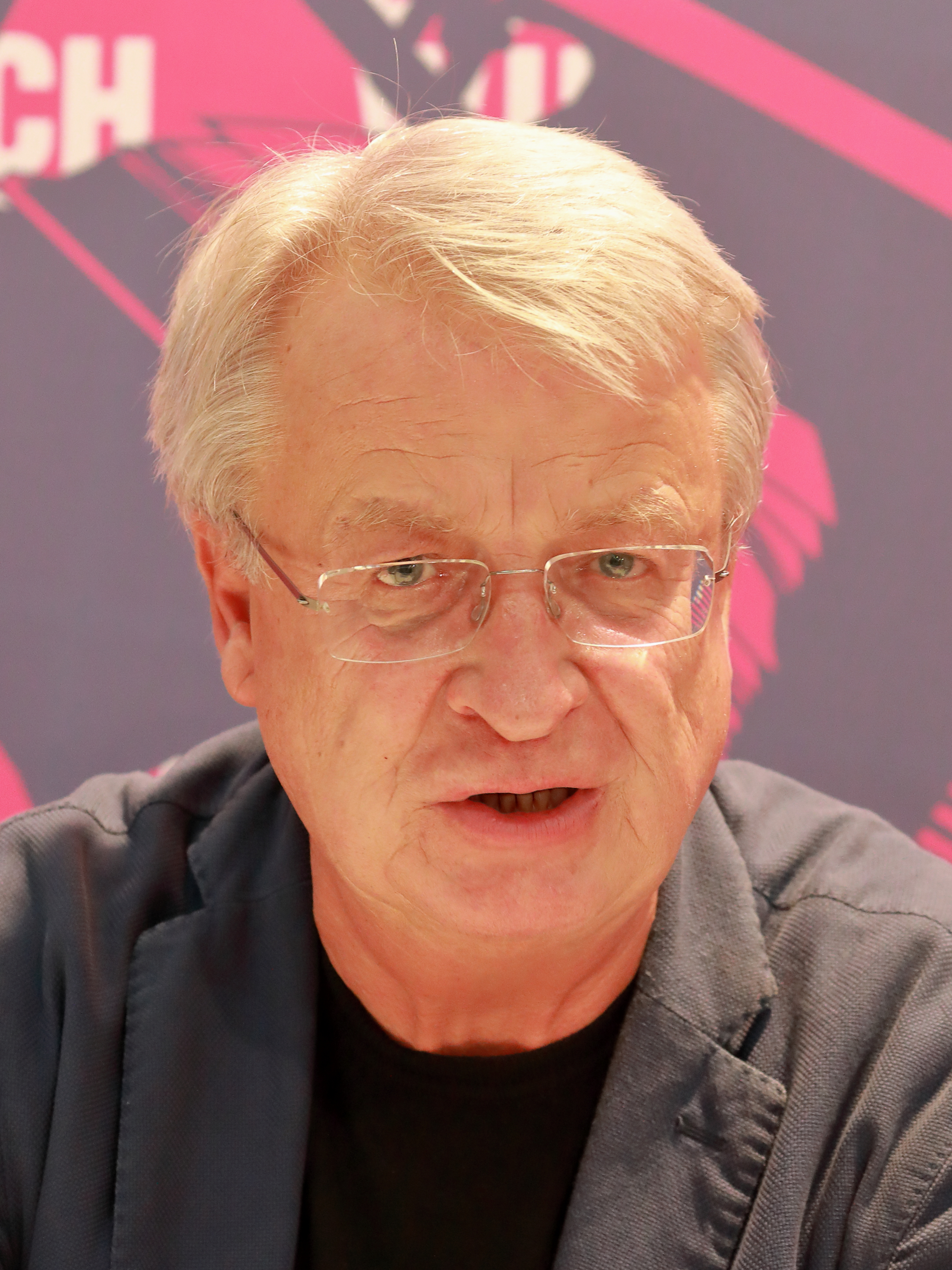
Veit Heinichen (2019)

Si è laureato in economia a Stoccarda, ottenendo una borsa di studi della Mercedes-Benz per la quale ha lavorato per un periodo nella sede della direzione generale.
Ma nonostante la carriera avviata ha scelto di intraprendere un'altra strada, lavorando prima come libraio e ha poi collaborato con diversi editori internazionali a Zurigo, Francoforte e Berlino. Nel 1994 è stato cofondatore della casa editrice Berlin Verlag di Berlino (diverse volte premiata come Casa editrice dell'anno), di cui è stato direttore sino al 1999.
Dal 1997 vive stabilmente a Trieste, dove è giunto per la prima volta nel 1980 e dove ha voluto ambientare i suoi romanzi, che sono dei best seller. A partire dal 2003 i suoi libri sono stati tradotti in italiano, olandese, francese, sloveno, greco, norvegese, spagnolo, polacco e ceco.
I romanzi Gib jedem seinen eigenen Tod (A ciascuno la sua morte), Die Toten vom Karst (I morti del Carso), Tod auf der Warteliste (Morte in lista d'attesa), Der Tod wirft lange Schatten (Le lunghe ombre della morte) e Totentanz (Danza Macabra) sono già stati trasformati in una serie televisiva: Commissario Laurenti per la prima rete televisiva tedesca ARD. Il ruolo del commissario è interpretato dall'attore Henry Hübchen.
Profondo conoscitore della sua terra d'adozione, Trieste e il Carso, ha scritto Trieste. La città dei venti (Triest. Stadt der Winde) insieme alla chef Ami Scabar, un libro di viaggio che è una storia delle meraviglie culinarie, culturali, artistiche e storiche della città.

## Il "noir" come lente sulla società europea
I romanzi di Veit Heinichen sono ambientati a Trieste e nelle terre di confine dell'Alto Adriatico, tra l'Italia, la Slovenia, l'Austria, la Croazia e la Germania, in un mondo che l'autore stesso definisce il luogo in cui l'Europa è di casa, un osservatorio privilegiato sulle dinamiche storiche, politiche, economiche e sociali dell'attualità. In questo senso il confine rappresenta una fonte inesauribile di punti di vista e diverse realtà che si incontrano e si scontrano in un fazzoletto di terra che la storia europea dell'ultimo secolo ha profondamente segnato. Trieste, città di confine e di mare, con le sue complessità e la sua multiculturalità, è il punto di partenza del racconto da cui in ogni romanzo prende spunto per approfondire elementi e temi di estrema attualità come per esempio il traffico di esseri umani dall'Est in A ciascuno la sua morte, la mafia dell'alta finanza in La calma del più forte o la corruzione politica e le ombre del passato in Il suo peggior nemico.
Così il crimine e il genere letterario del noir sono lo strumento perfetto per sondare negli anfratti più reconditi della società attuale, poiché a differenza del giallo classico il mondo rappresentato non torna all'ordine borghese e non si limita alla triade di personaggi vittima-assassino-investigatore ma lascia più spazio al quarto, e fondamentale, attore, la società.
Il protagonista dei romanzi noir di Veit Heinichen è il commissario Proteo Laurenti che, come lo scrittore, è un triestino d'adozione poiché è salernitano, ma trapiantato da anni nella città giuliana e che con uno sguardo straniato descrive le bellezze e le complessità di queste terre.
I suoi romanzi contengono in filigrana la scioccante attualità e per questo si sono trovati in scandali provocati dal fatto che "i tabù sono un bene collettivo", come sottolinea l'autore, "basta raccontarli per destare quelli che finora se ne sono serviti o vi si sono nascosti dietro".

## Premi letterari e riconoscimenti
Ha vinto il premio della RTV Brema 2005 per il miglior giallo 2005 (Radio Bremen Krimipreis 2005); negli anni 2003 e 2004 è stato finalista per il Premio Franco Fedeli (Bologna) per il miglior giallo italiano dell'anno; nel 2010 è stato vincitore del premio Azzeccagarbugli come miglior romanzo straniero; nel 2011 del XIII premio Internazionale Trieste Scrittura di Frontiera; nel 2012 è stato finalista, insieme alla vincitrice Fred Vargas e a Petros Markarīs, per l'European Crime Fiction Star Award di Unna in Germania. Nel 2014 ha vinto il Premio selezione Bancarella con il romanzo Il suo peggior nemico. Nel 2015 ha ricevuto il Premio Enzo Biagi per la letteratura europea

## Opere
Le pubblicazioni in italiano seguono un ordine diverso da quello delle pubblicazioni in lingua originale, i numeri nelle parentesi indicano la sequenza corretta.
- (2) I morti del Carso. Roma, Edizioni e/o, 2003. pp. 300. ISBN 8876415440.
- (3) Morte in lista d'attesa. Roma, Edizioni e/o, 2004. pp. 300. ISBN 8876416072.
- (1) A ciascuno la sua morte. Roma, Edizioni e/o, 2005. pp. 320. ISBN 8876417036.
- (4) Le lunghe ombre della morte. Roma, Edizioni e/o, 2006. pp. 352. ISBN 8876417400.
- (5) Danza macabra. Roma, Edizioni e/o, 2008. ISBN 978-88-7641-836-5.
- (6) La calma del più forte. Roma, Edizioni e/o, 2009. ISBN 978-88-7641-882-2.
- (7) Nessuno da solo. Roma, Edizioni e/o, 2011. ISBN 978-88-6632-031-9.
- (8) Il suo peggior nemico. Roma, Edizioni e/o, 2013, ISBN 978-88-6632-418-8
- (9) La giornalaia. Roma, Edizioni e/o, 2017, ISBN 9788866328810
- (10) Ostracismo. Roma, Edizioni e/o, 2018, ISBN 9788866329725
- (11) Borderless. Roma, Edizioni e/o, 2020. ISBN 978-88-3357-180-5
- (12) Lontani parenti. Roma, Edizioni e/o, 2022, ISBN 9788833574486
- (13) A maglie strette, Roma, Edizioni e/o, 2025, ISBN 9788833578576

Altre pubblicazioni
- Trieste. La città dei venti. Roma, Edizioni e/0, 2010. ISBN 978-88-7641-931-7

Film documentari
- Veit Heinichen, Giampaolo Penco, Le lunghe ombre della morte, documentario di 90 minuti, VideoEst/RAI, 2005
- Veit Heinichen - Mein Triest, documentario di 45 minuti, TV pubblica D, CH, 2005

Film Fiction TV per la rete televisiva tedesca ARD Commissario Laurenti
- 2005 Gib jedem seinen Tod
- 2006 Die Toten vom Karst
- 2007 Tod auf der Warteliste
- 2008 Der Tod wirft lange Schatten
- 2008 Totentanz

Film
- 2014 Sexy shop regia di Maria Erica Pacileo e Fernando Maraghini